# Universidad del Istmo (México)
La Universidad del Istmo «UNISTMO» es una institución pública de educación superior e investigación científica del Gobierno del Estado de Oaxaca con apoyo y reconocimiento del Gobierno Federal, pertenece al Sistema de Universidades Estatales de Oaxaca "SUNEO", cuenta con tres campus universitarios: en Santo Domingo Tehuantepec, Ciudad Ixtepec y en Juchitán de Zaragoza.  
El 18 de junio de 2002, el gobierno del estado de Oaxaca decreta la creación de esta universidad e inicia labores en julio de 2002.
El rector es el Dr. Modesto Seara Vázquez. 

## Lema
El lema Voluntas totum potest  (escrito en Latín) y  Guiraa zanda ne guendaracala’dxi "(escrito en Zapoteco), se encuentra dentro del escudo de la universidad y significa Todo lo puedes si tú lo quieres.

## Órganos de gobierno
- Rector, que es la máxima autoridad universitaria, y es nombrado o removido por el gobernador del Estado.
- Vicerrector Académico y Vicerrector Administrativo, nombrados por el rector.
- Vicerrector de Relaciones y Recursos, también nombrados por el rector. Solo se han nombrado en los casos de las Universidades Tecnológica de la Mixteca y del Mar, que están respectivamente al frente de las oficinas del SUNEO en la Ciudad de México y en Oaxaca.
- Jefes de Carrera y Directores de Institutos de Investigación, así como los Jefes de las Divisiones de Postgrado. Son nombrados por el rector.[1]

## Oferta educativa
La UNISTMO ofrece trece carreras a nivel licenciatura y 3 posgrados.
Licenciaturas
- Administración Pública —Campus Ixtepec
- Ciencias Empresariales —Campus Ixtepec
- Derecho —Campus Ixtepec
- Enfermería —Campus Juchitán
- Informática —Campus Ixtepec
- Ingeniería de Petróleos —Campus Tehuantepec
- Ingeniería en Computación —Campus Tehuantepec
- Ingeniería en Diseño —Campus Tehuantepec
- Ingeniería en Energías Renovables —Campus Tehuantepec
- Ingeniería Industrial —Campus Tehuantepec
- Ingeniería Química —Campus Tehuantepec
- Matemáticas Aplicadas —Campus Tehuantepec
- Nutrición —Campus Juchitán

### Posgrados
- Ciencias en Energía Solar —Campus Tehuantepec
- Derecho de la Energía —Campus Ixtepec
- Maestría en Energía Eólica (Pertenece al PNPC de CONACYT) —Campus Tehuantepec

## Infraestructura
La UNISTMO cuenta con veinticinco laboratorios
Laboratorios
- Antropometría
- Biomasa
- Bromatología
- Clínica Robotizada
- Composición Corporal
- Computo
- Consultorio
- Electrónica
- Electrónica e Inteligencia Artificial
- Energía Solar y Eólica
- Evaluación Sensorial
- Experimental de Química Orgánica
- Hidráulica
- Hidrocarburos
- Ingeniería Química
- Microbiología y Bioquímica
- Oceanografía
- Óptica Aplicada
- Producción de Alimentos
- Propedéutica y Laboratorio de Biología y Química
- Química
- Redes
- Sala de Desarrollo de Software
- Simulación
- Soporte Lactario

Talleres
- Cerámica
- Madera
- Plástico
- Serigrafía

## Investigación
La UNISTMO cuenta con dos Institutos de Investigación
Institutos
- Estudios Constitucionales y Administrativos —Campus Ixtepec
- De la Energía —Campus Tehuantepec

Publicaciones
- Cultura zapoteca. Tradición y renovación. Ramírez Gasga, Eva Elena y Juquila Araceli González Nolasco (Coord.). 2019. 310pp.
- Diccionario del Idioma zapoteco, Méndez Espinosa, Oscar. Vol. I-V. 2018. 4,906pp (obra completa).
- Símbolos y representaciones zapotecas. Ramírez Gasga, Eva Elena (comp.). 2016. 257pp.
- Alternativas energéticas. 2016. 228pp.
- Entre el pasado y el presente. Una cultura que florece. Ramírez Gasga, Eva Elena (comp.). 2014.
- Mujeres indígenas del sur de México y sus derechos humanos. Limitaciones y desafíos. Villeda Santana, Mary Carmen (coord.). 2013. 208pp.
- Arte y cultura zapoteca. Ramírez Gasga, Eva Elena (comp.). 2012. 174pp.
- Cosmovisión y literatura de los Binnigula’SA’. Ramírez Gasga, Eva Elena (comp.). 2011. 234pp.
- La cultura zapoteca. Una cultura viva. Acevedo Conde, María Luisa et al. 2009. 247pp.
- Secretos del mundo zapoteca. Enrique Méndez Martínez et al. 2008. 321pp.
- Un recorrido por el Istmo. Ramírez Gasga, Eva Elena (ed.). 2006. 224pp.
- Etnobiología zapoteca. Smith Stark, Thomas C. 2005. 287pp.
- Palabras de luz, palabras floridas. Winter, Marcus et al. 2004. 140pp.